# Liferea
Liferea (Linux feed reader) is een feedreader voor Linux en Unix. Het ondersteunt de belangrijkste bestandsformaten voor webfeeds, zoals RSS/RDF en Atom en kan feeds importeren van en exporteren naar het OPML-bestandsformaat. Liferea is een snelle en simpele nieuwsapplicatie geschreven in GTK+.

## Functies
- Offline feeds lezen (vooraf gedownload)
- Feedsynchronisatie met The Old Reader, TinyTinyRSS, InoReader en Reedah (voorheen ook Google Reader)[2]
- Feeds kunnen inline gelezen worden.
- Ondersteuning voor het weinig gebruikte feedformaat CDF.